# Lea Salonga

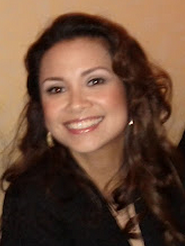
Lea Salonga in San Francisco (2011)

Maria Lea Carmen Imutan Salonga (* 22. Februar 1971 in Manila) ist eine philippinische Sängerin, Schauspielerin und Musicaldarstellerin.

## Leben
Die ersten sechs Jahre ihres Lebens verbrachte Lea Salonga in Angeles City und zog dann mit ihren Eltern nach Manila. Sie ist die ältere Schwester des Komponisten Gerard Salonga. Auf den Philippinen begann Lea Salonga ihre Karriere als Kinderstar und gab ihr Debüt als Sängerin 1978. Ihr erstes Album Small Voice erschien 1981. 1988 nahm sie in New York an der Audition für das Musical Miss Saigon teil und erhielt die weibliche Hauptrolle für die Uraufführung 1989 in London. 1990 wurde sie für die Darstellung der Kim mit dem Laurence Olivier Award als beste Hauptdarstellerin in einem Musical ausgezeichnet. 1991 spielte sie die Kim auch bei der Broadwaypremiere und erhielt daraufhin auch den Tony Award. Zwischen 1989 und 2001 spielte sie die Kim regelmäßig in London, New York und auch in ihrer Heimat in Manila.
1992 übernahm sie für die Disney-Zeichentrickproduktion Aladdin den Gesangspart der Prinzessin Jasmine. Bei der Oscarverleihung 1993 erhielt der Film einen Oscar in der Kategorie Bester Song und Lea Salonga sang bei der Verleihungszeremonie. 1993 übernahm sie am Broadway die Rolle der Éponine in Les Misérables.
2001 spielte sie in der Fernsehserie Jung und Leidenschaftlich – Wie das Leben so spielt als Nachfolgerin von Ming-Na Wen die Rolle der Lien Hughes. 2002 kehrte Lea Salonga wieder für eine Premiere an den Broadway zurück und spielte eine Hauptrolle in dem Musical Flower Drum Song von Richard Rodgers und Oscar Hammerstein. Neben ihrer Gesangs- und Schauspieltätigkeit schreibt Lea Salonga seit 2008 Kolumnen für die philippinische Zeitung Philippine Daily Inquirer. Für den von ihr und Brad Caleb Kane gesungenen Titel A Whole New World aus dem Film Aladdin erhielt sie in den USA eine Doppelplatin-Schallplatte und in Großbritannien eine Platin-Schallplatte. Des Weiteren erreichten Reflection Platin-, sowie A Girl Worth Fighting For Goldstatus in den USA, sowie Reflection Silber in Großbritannien. Das Lied Honor To Us All aus Mulan wurde 2023 in den USA mit Gold ausgezeichnet.
Lea Salonga heiratete 2004 in Los Angeles den chinesisch-japanischen Manager Robert Charles Chien und ist seit 2006 Mutter einer Tochter.

## Filmografie (Auswahl)
- 1992: Aladdin – Gesangsstimme von Prinzessin Jasmin
- 1998: Mulan – Gesangsstimme von Mulan
- 2004: Mein Nachbar Totoro – Stimme von Frau Kusakabe in der englischsprachigen Disneyversion
- 2005: Mulan 2 – Gesangsstimme von Mulan
- 2019: Yellow Rose